# Española (Nowy Meksyk)
Española – miasto w Stanach Zjednoczonych, w stanie Nowy Meksyk, w hrabstwie Rio Arriba. Według spisu w 2020 roku liczy 10,5 tys. mieszkańców. Leży 40 km na północ od Santa Fe.